# Copa del Emperador 1998
La 78.ª Copa del Emperador (第78回天皇杯全日本サッカー選手権大会 Dai 78-kai Tennōhai Zennihon Sakkā Senshuken Taikai?) fue la edición 1998 de dicha competición de fútbol, la más antigua de Japón. El torneo comenzó el 29 de noviembre de 1998 y terminó el 1 de enero de 1999.
El campeón fue Yokohama Flügels, tras vencer en la final a Shimizu S-Pulse. De esta manera, el conjunto de la capital de la prefectura de Kanagawa volvió a dar la vuelta olímpica luego de cinco años. Sin embargo, como se había disuelto antes de disputar este torneo, sus lugares tanto en la Supercopa de Japón 1999 ante Kashima Antlers, ganador de la J. League 1998, como en la Recopa de la AFC 1999-2000 fueron ocupados por el subcampeón Shimizu S-Pulse.

## Desarrollo
Fue disputada por 82 equipos, y Yokohama Flügels ganó el campeonato.

## Equipos participantes

### J. League
- Consadole Sapporo
- Kashima Antlers
- Urawa Red Diamonds
- JEF United Ichihara
- Kashiwa Reysol
- Verdy Kawasaki
- Yokohama Marinos
- Yokohama Flügels
- Bellmare Hiratsuka
- Shimizu S-Pulse
- Júbilo Iwata
- Nagoya Grampus Eight
- Kyoto Purple Sanga
- Gamba Osaka
- Cerezo Osaka
- Vissel Kobe
- Sanfrecce Hiroshima
- Avispa Fukuoka

### Japan Football League
- Brummel Sendai
- Montedio Yamagata
- Tokyo Gas
- Kawasaki Frontale
- Ventforet Kofu
- Albirex Niigata
- Honda F.C.
- Denso
- Otsuka FC Vortis Tokushima
- Sagan Tosu
- Oita F.C.

### Universidades del Kantō
- Universidad de Tsukuba
- Universidad de Chūō
- Universidad Kokushikan
- Universidad Komazawa

### Estudiantes del Kansai
- Universidad de Kansai
- Universidad de Ritsumeikan

### Representantes de las prefecturas
- Universidad Chukyo
- TDK
- Aster Aomori
- Universidad Juntendō
- Teijin
- Fukui Teachers
- Universidad Kyūshū Sangyō
- F.C. Primeiro
- Escuela Secundaria Industrial de Gifu
- Escuela Secundaria Maebashi Ikuei
- Universidad de Fukuyama
- Universidad Dōto
- Universidad Kwansei Gakuin
- Mito HollyHock
- Teihens F.C.
- Nippon Steel Kamaishi
- Kagawa Shiun F.C.
- Escuela Secundaria de Negocios de Kagoshima
- Universidad de Tokai
- Kyoikukenkyusha
- Himawari Milk Nangoku S.C.
- Escuela Secundaria de Ōtsu
- Matsushita Electric Works Iga Ueno
- Sony Sendai
- Escuela Secundaria de Hōshō
- Ueda Gentian
- MHI Nagasaki
- Universidad de Tenri
- Niigata Shūkyū Kai
- Nippon Steel Oita
- Mitsubishi Motors Mizushima
- Sanwa Club
- Universidad Hannan
- Kawasoe Club
- Omiya Ardija
- Koka Club
- Iwami F.C.
- Universidad Industrial de Shizuoka
- Tochigi S.C.
- Universidad de Meiji
- Escuela Secundaria de la Ciudad de Tokushima
- S.C. Tottori
- YKK
- Escuela Secundaria Hatsushiba Hashimoto
- Escuela Secundaria de Yamagata Universidad Nihon
- Universidad de Tokuyama
- Nirasaki Astros

## Resultados

### Primera ronda
| Equipo 1                              | Resultado          | Equipo 2                                         |
| ------------------------------------- | ------------------ | ------------------------------------------------ |
| Omiya Ardija                          | 1–0                | TDK                                              |
| MHI Nagasaki                          | 0–4                | Universidad de Chūō                              |
| F.C. Primeiro                         | 1–0                | Escuela Secundaria de Yamagata Universidad Nihon |
| Escuela Secundaria Industrial de Gifu | 1–2                | Escuela Secundaria de Negocios de Kagoshima      |
| Kawasoe Club                          | 0–6                | Ventforet Kofu                                   |
| Nippon Steel Oita                     | 1–3                | Universidad Dōto                                 |
| Universidad Juntendō                  | 0–1                | Otsuka FC Vortis Tokushima                       |
| Sanwa Club                            | 1–4                | Escuela Secundaria de la Ciudad de Tokushima     |
| Matsushita Electric Works Iga Ueno    | 0–5                | Denso                                            |
| Escuela Secundaria Maebashi Ikuei     | 0–7                | Universidad de Tsukuba                           |
| Universidad Chukyo                    | 1–4                | Tokyo Gas                                        |
| Universidad de Tokai                  | 0–0 (t.s.) (3–0 p) | Teihens F.C.                                     |
| Kagawa Shiun F.C.                     | 1–9                | Kawasaki Frontale                                |
| Niigata Shūkyū Kai                    | 0–2                | YKK                                              |
| Nirasaki Astros                       | 2–3                | Brummel Sendai                                   |
| Universidad de Tokuyama               | 2–4                | Universidad de Kansai                            |
| Universidad Kwansei Gakuin            | 3–2 (t.s.)         | Universidad Industrial de Shizuoka               |
| Teijin                                | 0–6                | Universidad Kokushikan                           |
| Iwami F.C.                            | 1–9                | Montedio Yamagata                                |
| Universidad de Meiji                  | 5–0                | Nippon Steel Kamaishi                            |
| Universidad de Tenri                  | 2–3                | Honda F.C.                                       |
| Escuela Secundaria de Hōshō           | 4–1                | Ueda Gentian                                     |
| Koka Club                             | 0–9                | Oita F.C.                                        |
| Universidad Kyūshū Sangyō             | 1–2 (t.s.)         | Universidad de Ritsumeikan                       |
| Kyoikukenkyusha                       | 0–4                | Albirex Niigata                                  |
| Universidad Hannan                    | 3–2 (t.s.)         | Escuela Secundaria Hatsushiba Hashimoto          |
| S.C. Tottori                          | 0–3                | Sagan Tosu                                       |
| Tochigi S.C.                          | 3–2 (t.s.)         | Escuela Secundaria de Ōtsu                       |
| Universidad de Fukuyama               | 2–2 (t.s.) (4–3 p) | Fukui Teachers                                   |
| Sony Sendai                           | 2–1                | Aster Aomori                                     |
| Mito HollyHock                        | 4–2                | Mitsubishi Motors Mizushima                      |
| Himawari Milk Nangoku S.C.            | 2–7                | Universidad Komazawa                             |

### Segunda ronda
| Equipo 1                                    | Resultado | Equipo 2                                     |
| ------------------------------------------- | --------- | -------------------------------------------- |
| Omiya Ardija                                | 2–0       | Universidad de Chūō                          |
| Consadole Sapporo                           | 1–0       | F.C. Primeiro                                |
| Escuela Secundaria de Negocios de Kagoshima | 0–7       | Vissel Kobe                                  |
| Ventforet Kofu                              | 6–1       | Universidad Dōto                             |
| Otsuka FC Vortis Tokushima                  | 4–2       | Escuela Secundaria de la Ciudad de Tokushima |
| Denso                                       | 1–3       | Universidad de Tsukuba                       |
| Tokyo Gas                                   | 2–0       | Universidad de Tokai                         |
| Kawasaki Frontale                           | 1–0       | YKK                                          |
| Brummel Sendai                              | 2–1       | Universidad de Kansai                        |
| Universidad Kwansei Gakuin                  | 3–1       | Universidad Kokushikan                       |
| Montedio Yamagata                           | 1–0       | Universidad de Meiji                         |
| Honda F.C.                                  | 4–0       | Escuela Secundaria de Hōshō                  |
| Oita F.C.                                   | 2–1       | Universidad de Ritsumeikan                   |
| Albirex Niigata                             | 3–1       | Universidad Hannan                           |
| Sagan Tosu                                  | 4–0       | Tochigi S.C.                                 |
| Kyoto Purple Sanga                          | 9–0       | Universidad de Fukuyama                      |
| Sony Sendai                                 | 0–5       | Avispa Fukuoka                               |
| Mito HollyHock                              | 4–3       | Universidad Komazawa                         |

### Tercera ronda
| Equipo 1             | Resultado  | Equipo 2                   |
| -------------------- | ---------- | -------------------------- |
| Júbilo Iwata         | 2–0        | Omiya Ardija               |
| Consadole Sapporo    | 2–1 (t.s.) | Vissel Kobe                |
| Cerezo Osaka         | 4–6        | Ventforet Kofu             |
| Yokohama Flügels     | 4–2        | Otsuka FC Vortis Tokushima |
| Kashima Antlers      | 3–1        | Universidad de Tsukuba     |
| Bellmare Hiratsuka   | 2–1        | Tokyo Gas                  |
| Sanfrecce Hiroshima  | 2–1        | Kawasaki Frontale          |
| Yokohama Marinos     | 0–1        | Brummel Sendai             |
| Nagoya Grampus Eight | 3–1        | Universidad Kwansei Gakuin |
| Gamba Osaka          | 1–2        | Montedio Yamagata          |
| JEF United Ichihara  | 0–2        | Honda F.C.                 |
| Verdy Kawasaki       | 1–0        | Oita F.C.                  |
| Urawa Red Diamonds   | 4–1        | Albirex Niigata            |
| Kashiwa Reysol       | 3–1        | Sagan Tosu                 |
| Kyoto Purple Sanga   | 2–3 (t.s.) | Avispa Fukuoka             |
| Shimizu S-Pulse      | 5–0        | Mito HollyHock             |

### Cuarta ronda
| Equipo 1             | Resultado | Equipo 2           |
| -------------------- | --------- | ------------------ |
| Júbilo Iwata         | 3–2       | Consadole Sapporo  |
| Ventforet Kofu       | 0–3       | Yokohama Flügels   |
| Kashima Antlers      | 3–0       | Bellmare Hiratsuka |
| Sanfrecce Hiroshima  | 3–0       | Brummel Sendai     |
| Nagoya Grampus Eight | 3–2       | Montedio Yamagata  |
| Honda F.C.           | 1–3       | Verdy Kawasaki     |
| Urawa Red Diamonds   | 3–1       | Kashiwa Reysol     |
| Avispa Fukuoka       | 2–3       | Shimizu S-Pulse    |

### Cuartos de final
| Equipo 1             | Resultado  | Equipo 2            |
| -------------------- | ---------- | ------------------- |
| Júbilo Iwata         | 1–2        | Yokohama Flügels    |
| Kashima Antlers      | 2–1 (t.s.) | Sanfrecce Hiroshima |
| Nagoya Grampus Eight | 2–1 (t.s.) | Verdy Kawasaki      |
| Urawa Red Diamonds   | 0–1        | Shimizu S-Pulse     |

### Semifinales
| Equipo 1             | Resultado  | Equipo 2        |
| -------------------- | ---------- | --------------- |
| Yokohama Flügels     | 1–0        | Kashima Antlers |
| Nagoya Grampus Eight | 1–2 (t.s.) | Shimizu S-Pulse |

### Final
| Equipo 1         | Resultado | Equipo 2        |
| ---------------- | --------- | --------------- |
| Yokohama Flügels | 2–1       | Shimizu S-Pulse |

| 1 de enero de 1999, 13:00 (UTC+9)                                                                                           | Yokohama Flügels           | 2:1 (1:1) | Shimizu S-Pulse | Estadio Nacional, Tokio                                     |                                                             |
| | Kuboyama 44' · Yoshida 72' | Reporte   | Sawanobori 13'  | Asistencia: 50.304 espectadores Árbitro(s): Masayoshi Okada | Asistencia: 50.304 espectadores Árbitro(s): Masayoshi Okada |
| Último partido de la historia de Yokohama Flügels. Takayuki Yoshida anotó el último gol de la historia de Yokohama Flügels. |                            |           |                 |                                                             |                                                             |

|                                     |
| Bandera de Prefectura de Kanagawa   |
| Campeón Yokohama Flügels 2.º título |